# Conciliarisme

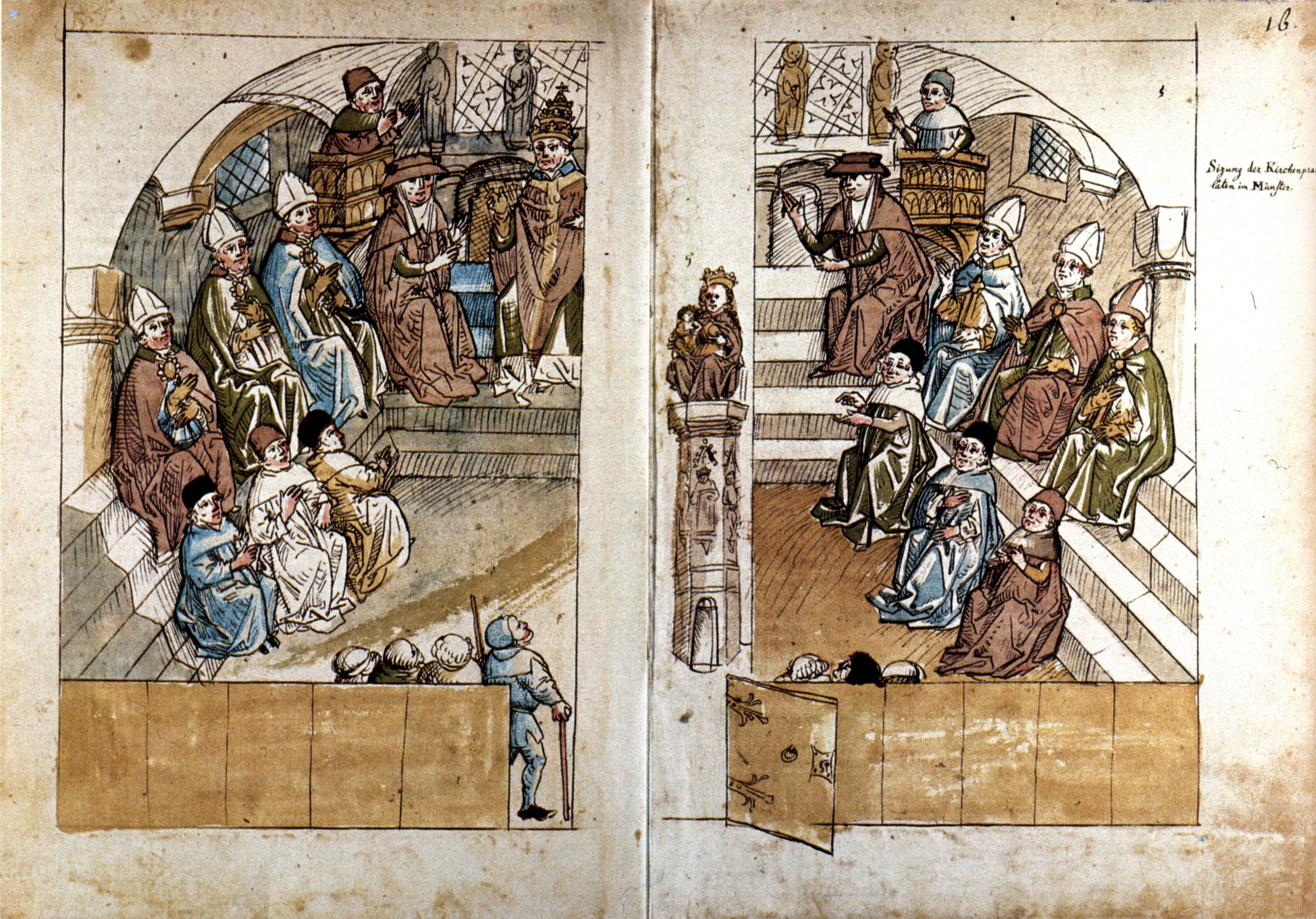
Vergaderingen van het Concilie van Konstanz

Het conciliarisme is een beweging binnen de Westerse (rooms-katholieke) Kerk aan het einde van de 14e eeuw en het begin van de 15e eeuw n.Chr. Bisschoppen en kardinalen die de beweging aanhingen, waren van mening dat het hoogste gezag binnen de Kerk niet bij de paus zou moeten liggen, maar bij de gezamenlijke bisschoppen, wanneer zij verenigd in een concilie bijeenkwamen. De beweging stond dan ook tegenover het curialisme, die vond dat de curie, het pauselijk hof, binnen de Kerk het laatste woord moest hebben.
De beweging ontstond vooral in reactie op de staat waarin het pausdom aan het einde van de 14e eeuw verkeerde. Het was de tijd van het Westers Schisma, waarin er twee pausen waren (en sinds het Concilie van Pisa in 1409, dat tevergeefs probeerde het Westers Schisma te beëindigen, zelfs drie). Elk van hen claimde de rechtmatige paus te zijn. Verschillende pausen uit die tijd waren bovendien betrokken bij morele schandalen en hadden het pausdom soms door simonie verkregen. Daarnaast speelde een rol dat in deze tijd in Europa in toenemende mate sprake was van een nationaal bewustzijn, waardoor men ook principieel steeds meer vragen ging stellen bij een centraal kerkelijk gezag.
Op het Concilie van Konstanz (1414-1418) werden alle drie de pausen van dat moment afgezet en er werd een nieuwe paus benoemd, die voor alle partijen acceptabel was. De paus beloofde bovendien dat er vaker concilies zouden plaatsvinden en dat er verschillende kerkelijke hervormingen doorgevoerd zouden worden. Het leek erop dat de conciliaristen het van de curialisten gewonnen hadden. Binnen enkele decennia bleek echter dat er van de in Konstanz gemaakte afspraken weinig terechtkwam, mede doordat het moeilijk was zonder pauselijke medewerking een concilie te organiseren waarbij heel de Westerse kerk vertegenwoordigd zou zijn. Dit leidde ertoe dat de beweging van het conciliarisme uiteindelijk als een nachtkaars uitging.